# تل العرام

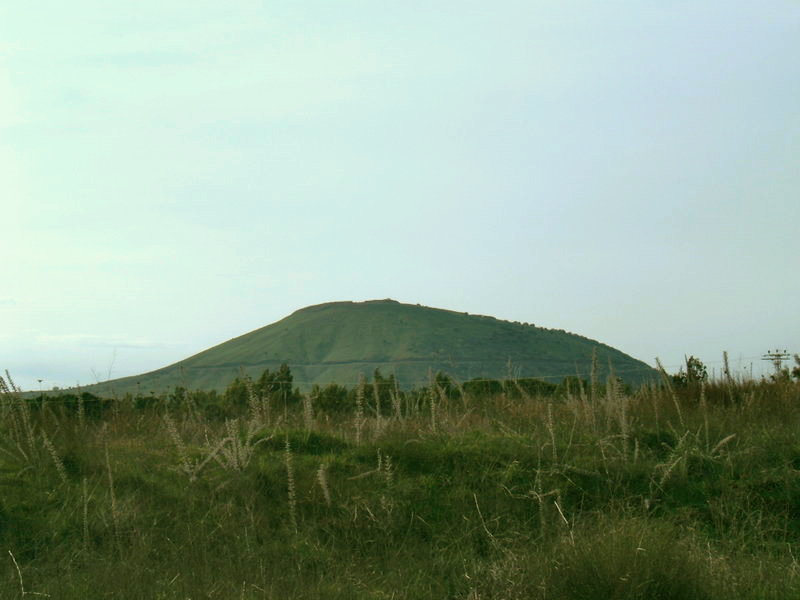
تل العرام

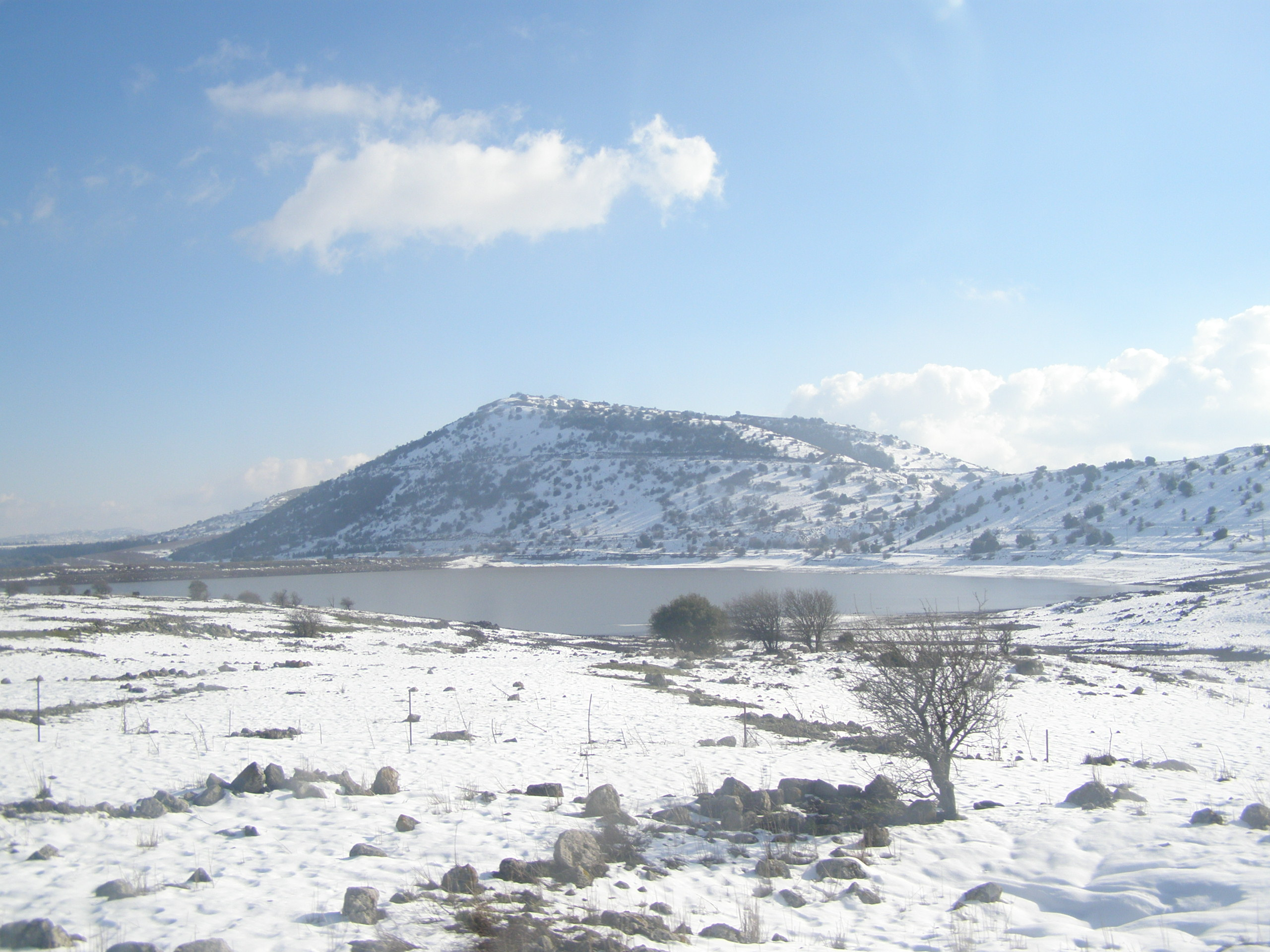
تل العرام مكتسي بالثلوج

تل العرام أو تل العرم أو تل الغرام (بالعبرية: הר בנטל‏) (بن طال) هو تل بركاني في الجولان ارتفاعه 1165م، مكون في اقسامة الشمالية من سوريا (صخر بركاني خفيف الوزن يشبه الإسفنج نتيجة لبرودة اللافا بسرعة كبيرة)، أقسامة الجنوبية من الطوف. لهذا فان سفحه الشمالي محدب ولونة احمر، قريب إلى لون السكوريا. قسمة الجنوبي مقعر، لونه اصفر رمادي، شكل القمة يشبة الهلال المنفتح غربا. من قمة هذا التل مطل جميل، يبعد عن دمشق مسافة 60 كم ومن هذا الموقع يمكن مشاعدة مناطق ومواقع عديدة:
من الشرق عند قاعدة التل، الشارع الواصل من جنوب الجولان إلى بقعاثا ومسعدة، الذي يمر بمنطقة القنيطة بمحاذاة التلال البركانية.
من الشمال: جبل الشيخ، مجدل شمس، بركة رام، مسعدة، بقعاثا «اودم» «نفي اطيف»، «مروم جولان» ومجمع مياه «بن طال».
من الغرب: امتداد هضبة الجولان نحو سهل الحولة، من ورائة جبال الجليل.
من الجنوب، تل أبو الندى (أبي طال)، وراءه مستوطنة "عين زيفان"، وتل أبو خنزير «شيفون».
من جهة الجنوبية الغربية، تل الفرس، الذي يقع على الحدود الحالية الممتدة إلى الجنوب من القنيطة القديمة، طوربينات (مراوح) لتوليد الطاقة الكهربائية التي تكفي لحوال 4000 وحدة سكن.